# Episodi di FlashForward
La prima e unica stagione della serie televisiva FlashForward è stata trasmessa negli Stati Uniti dal canale ABC dal 24 settembre 2009 al 27 maggio 2010.
In Italia, la stagione è stata trasmessa in prima visione assoluta dal 5 ottobre 2009 al 4 giugno 2010 su Fox. In chiaro, la stagione è stata trasmessa dal 9 settembre al 9 dicembre 2010 su Italia 1.
| nº | Titolo originale                | Titolo italiano                           | Prima TV originale | Prima TV Italia  |
| -- | ------------------------------- | ----------------------------------------- | ------------------ | ---------------- |
| 1  | No More Good Days               | Mai più giorni felici                     | 24 settembre 2009  | 5 ottobre 2009   |
| 2  | White to Play                   | Muove il bianco                           | 1º ottobre 2009    | 12 ottobre 2009  |
| 3  | 137 Sekunden                    | 137 Sekunden                              | 8 ottobre 2009     | 19 ottobre 2009  |
| 4  | Black Swan                      | Cigno nero                                | 15 ottobre 2009    | 26 ottobre 2009  |
| 5  | Gimme Some Truth                | Quale verità?                             | 22 ottobre 2009    | 2 novembre 2009  |
| 6  | Scary Monsters and Super Creeps | Questa casa è anche mia                   | 29 ottobre 2009    | 9 novembre 2009  |
| 7  | The Gift                        | Il dono                                   | 5 novembre 2009    | 16 novembre 2009 |
| 8  | Playing Cards with Coyote       | Partita a carte col destino               | 12 novembre 2009   | 23 novembre 2009 |
| 9  | Believe                         | Credi                                     | 19 novembre 2009   | 30 novembre 2009 |
| 10 | A561984                         | A561984                                   | 30 novembre 2009   | 7 dicembre 2009  |
| 11 | Revelation Zero: Part 1         | Rivelazione zero (Parte 1)                | 18 marzo 2010      | 26 marzo 2010    |
| 12 | Revelation Zero: Part 2         | Rivelazione zero (Parte 2)                | 18 marzo 2010      | 26 marzo 2010    |
| 13 | Blowback                        | Rappresaglia                              | 25 marzo 2010      | 2 aprile 2010    |
| 14 | Better Angels                   | I migliori angeli                         | 1º aprile 2010     | 9 aprile 2010    |
| 15 | Queen Sacrifice                 | Sacrificio di donna                       | 8 aprile 2010      | 16 aprile 2010   |
| 16 | Let No Man Put Asunder          | Finché morte non ci separi                | 15 aprile 2010     | 23 aprile 2010   |
| 17 | The Garden of Forking Paths     | Il giardino dei sentieri che si biforcano | 22 aprile 2010     | 30 aprile 2010   |
| 18 | Goodbye Yellow Brick Road       | Goodbye Yellow Brick Road                 | 29 aprile 2010     | 7 maggio 2010    |
| 19 | Course Correction               | Correzione di rotta                       | 6 maggio 2010      | 14 maggio 2010   |
| 20 | The Negotiation                 | Il negoziato                              | 13 maggio 2010     | 21 maggio 2010   |
| 21 | Countdown                       | Conto alla rovescia                       | 20 maggio 2010     | 28 maggio 2010   |
| 22 | Future Shock                    | Ipotesi di futuro                         | 27 maggio 2010     | 4 giugno 2010    |

## Mai più giorni felici
- Titolo originale: No More Good Days
- Diretto da: David S. Goyer
- Scritto da: Brannon Braga e David S. Goyer

### Trama
L'episodio comincia con un salto indietro di circa quattro ore: Mark e sua moglie Olivia si svegliano, in seguito Mark fa colazione con la figlia Charlie e poi esce di casa per andare al lavoro.
Mark va a una riunione per gli alcolisti anonimi, e ascolta l'amico Aaron Stark parlare della figlia Tracy morta in Afghanistan. Intanto Olivia, un chirurgo, è ancora a casa con la figlia e la babysitter e cerca di contattare il collega Bryce Varley, che non le risponde.
Mark e il collega Demetri stanno facendo un appostamento e intanto parlano dell'imminente matrimonio di Demetri.
Olivia inizia un intervento chirurgico.
Bryce è solo su un molo, tira fuori dallo zaino una pistola con l'intenzione di suicidarsi.
Mark e Demetri iniziano un inseguimento a tre sospettati.
All'improvviso, tutto si ferma e Mark si vede nel suo ufficio, mentre indaga a un caso e sulla pagina di un calendario scrive "Chi altro sa?". Ha ricominciato a bere. A un certo punto afferra la pistola e si nasconde da due uomini mascherati uno dei quali ha tre stelle tatuate sul braccio.
Al risveglio, Mark esce dall'auto distrutta e si ritrova nel caos più totale. Olivia si risveglia sul pavimento della sala operatoria. Nicole Kirby, la babysitter dei Benford, si sveglia a casa dei Benford. Subito corre da Charlie, che le dice di aver visto, in un incubo, che "non c'erano più giorni felici". Mark intanto trova Demetri, e iniziano ad aiutare i feriti che hanno intorno, ma non riescono a spiegarsi cosa sia successo. Il tentativo di suicidio di Bryce era stato interrotto dal flash: quando si risveglia vivo, vede il mare pieno di bagnanti e surfisti morti affogati e si precipita ad aiutarli. Demetri, nel frattempo, ricorda a Mark che l'ospedale è vicino e gli dice di correre da Olivia a piedi: lui inizia a correre. La strada è piena di morti e feriti. C'è anche un canguro. Grazie a un servizio trasmesso in una vetrina, Mark viene a sapere che l'evento è di portata globale, della durata di 2 minuti e 17 secondi. Di ritorno dall'ufficio si scopre che tutti hanno avuto una visione dello stesso momento 29 aprile 2010. L'agente Janis Hawk rivela di aver visto nel suo flash che era incinta di 17 settimane ed era intenta a fare la sua prima ecografia, e che avrebbe avuto una bimba, mentre Stanford Wedeck, capo della divisione FBI, dice di aver visto il giornale e di aver letto anche lui quella data mentre Demetri dice di essere solo svenuto.
La visione di Mark sembra indicare che stava indagando su cosa ha causato il flash in avanti. Wedeck decide di assegnare a Mark, Demetri e Janis il caso. Janis vuole creare un sito Web per permettere alle persone di tutto il mondo di inviare le loro visioni e poterle così confrontare. Noh chiede al partner cosa si ricordi in particolare del flash riguardo alle indagini, e lui dice di ricordarsi alcune cose: il nome dell'inchiesta è "Mosaico", una nota con scritto "Blue hand" (mano blu), una foto con la testa di una bambola bruciata con accanto un bossolo, il nome D. Gibbons, il tatuaggio dell'uomo venuto ad ucciderlo e che indossava un braccialetto dell'amicizia. Demetri invece non ricorda nulla: forse in sei mesi morirà. Prima di tornare a casa, Mark si incontra con Aaron: nel suo flash ha visto la figlia viva, e non capisce come sia possibile mentre Mark gli dice che nel suo flash beveva di nuovo. In ospedale, Olivia e Bryce parlano del bimbo che hanno salvato: si chiama Dylan Simcoe, la madre è morta durante il blackout per un incidente d'auto, mentre il padre lo sta raggiungendo. Bryce inoltre confessa ad Olivia quello che stava facendo prima del flash e di essersi visto vivo, mentre Olivia dice di aver visto la fine del suo matrimonio.
Tornata a casa, Olivia parla con Mark, che le parla della sua visione, tralasciando il fatto che tornerà a bere. Olivia, angosciata, rivela di essersi vista con uno sconosciuto, che sentiva di amare.
In ospedale è arrivato il padre di Dylan, Lloyd Simcoe: è l'uomo apparso nella visione di Olivia.
Mark va in giardino, perché non riesce a dormire, e viene raggiunto dalla figlia, anche lei insonne. La piccola regala al padre un braccialetto, uguale a uno che Mark ha notato nella visione, e inizia a temere che il futuro si avveri.
La puntata si chiude con Demetri che parla per telefono con la fidanzata Zoey, del loro imminente matrimonio, ma evita le domande ancora spaventato dal suo mancato flash e la sua probabile morte. Viene interrotto da Janis, che gli chiede di venire a vedere una cosa importante sul suo computer. La giovane agente ha visionato vari filmati registrati durante il blackout e in tutti le persone svengono nello stesso momento, solo in un filmato relativo ad uno stadio di Detroit un uomo è sveglio e si aggira sulle gradinate.
- Guest star: Seth MacFarlane
- Altri interpreti: Alex Kingston (Fiona Banks), Barry Shabaka Henley (Agente Vreede), Lee Thompson Young (Agent Al Gough), Rachel Roberts (Alda Hertzog), Genevieve Cortese (Tracy Stark)
- Riferimenti: nell'episodio appare sullo sfondo un grande cartello pubblicitario della Oceanic Airlines, chiaro omaggio alla serie Lost.
- Ascolti Italia: telespettatori 279 343[3]

## Muove il bianco
- Titolo originale: White to Play
- Diretto da: David S. Goyer
- Scritto da: Marc Guggenheim e David S. Goyer

### Trama
L'episodio si apre con la figlia di Mark che all'asilo litiga con un compagno poiché tutti i bimbi hanno iniziato a "giocare" al black-out dove contano sdraiati per terra e poi al via si alzano e iniziano a raccontare il loro sogno. Charlie scappa dalla scuola inseguita dalla maestra, che una volta recuperata la bimba convoca i genitori per spiegargli l'accaduto. I bambini erano invitati dalle maestre a "esorcizzare" l'accaduto giocando.
Nel frattempo una donna della sicurezza nazionale, Anastasia Markham, giunge nella sede dell'FBI di Los Angeles per capire perché quel particolare ufficio si sia auto-nominato a capo delle indagini sul fenomeno. Janis mostra l'immagine dell'uomo allo stadio di Detroit (il sospettato zero), che sconvolge la donna, che non può che avallare le indagini. Intanto proseguono le discussioni tra Mark e sua moglie: davvero lo tradirà? Ipotizzano insieme che la bambina, di sicuro, dovesse trovarsi in casa con la madre durante il flash e che quindi possa essere sconvolta per la vista di Simcoe e la separazione dei genitori. La tensione tra i due sale quando lei incontra l'uomo che ha visto nella sua visione, Lloyd Simcoe. L'incontro avviene in ospedale: Olivia è convinta che Simcoe non l'abbia a sua volta vista nel suo flash. Uscendo dall'ospedale Olivia mostra a Charlie l'uomo, ma questa dice di non conoscerlo, dimostra invece di conoscere molto bene Dylan, il figlio dell'uomo, salvato da Olivia il giorno del black-out. La bambina è sconvolta quando lo vede in un letto d'ospedale e ferito. Olivia racconta l'accaduto a Mark andando a trovarlo in ufficio, quest'ultimo però non le presta molta attenzione perché deve partire in elicottero con Demetri per Pigeon, Utah. Insieme con i colleghi Janis e Demetri ha infatti trovato un collegamento tra il Gibbons nel post-it della sua visione e quello reale. Esiste una Didi Gibbons, pittoresca pasticciera, che nella sua visione litigava al telefono presumibilmente con la società della carta di credito. Si presenta in centrale, perché si ricordava il nome di Mark sentito nella visione. Scoprono che la sua carta è stata utilizzata, e quindi clonata, più o meno nello stesso momento da lei e da un altro Gibbons a Pigeon, che ha acquistato un biglietto per il bus, visto che gli aerei non partono. Si precipitano nello Utah dove ad attenderli c'è lo Sceriffo Keegan. Anche lei, come Demetri, non ha avuto nessun flashforward. Gibbons non si presenta alla partenza del bus. Trovano Gibbons, anche se non hanno la certezza che sia lui, in una fabbrica di bambole abbandonata dove in una sparatoria Keegan viene uccisa dall'uomo e Gibbons stesso fugge facendo esplodere l'edificio. Intuiscono che quest'uomo, come loro, stava indagando sul black-out. Tornano a Los Angeles e Dimitri è sempre più sconvolto per il suo non flash e per la morte dello Sceriffo di Pigeon.
Ora è quasi certo che toccherà anche a lui prima del 29 aprile 2010. Janis lo convince a scrivere nel Mosaico, come ha appena fatto lei per tentare di scoprire chi sia la dottoressa che le faceva l'ecografia e le diceva che avrebbe avuto una bambina. La sua richiesta viene esaudita: una donna si mette in contatto con lui spiegandogli che nel suo flashforward stava esaminando un file riservato in cui si citava la morte dell'agente, avvenuta il 15 marzo 2010. In seguito un ulteriore dettaglio nelle indagini sembra indicare che il sospettato zero non fosse l'unico sveglio al momento del black-out, perché tracciando le ultime telefonate dal cellulare di Gibbons, ritrovato nella fabbrica di bambole, si scopre che erano al telefono insieme anche 30 secondi dopo l'inizio del black-out.
- Altri interpreti: Shohreh Aghdashloo (Nhadra Udaya), Lee Thompson Young (Al Gough), Lynn Whitfield (Anastasia Markham), Marina Black (Sceriffo Keegan), Michael Massee (giocatore di scacchi), Alan Ruck (Tomasi), Lisa Darr (Principal Byrne), Stephnie Weir (Deirdre "Didi" Gibbons)
- Ascolti Italia: telespettatori 303 258[4]

## 137 Sekunden
- Titolo originale: 137 Sekunden
- Diretto da: Michael Rymer
- Scritto da: Marc Guggenheim e David S. Goyer

### Trama
La puntata inizia con la rivelazione della scorsa. Demetri è al telefono con la misteriosa signora che gli rivela che il 15 marzo 2010 sarà ucciso da 3 colpi di pistola al petto. Lui tenta di chiedere maggiori informazioni ma lei tronca la telefonata. Lui chiede di tracciare la chiamata con “priorità nucleare” ad un collega che scopre solamente che proveniva dalla costa di New York e che era impossibile capire a quale dei 3 ripetitori in quella zona si fosse attaccata la comunicazione. Evidentemente chi chiamava sapeva come schermarsi. Demetri chiede di avere i milioni di contatti delle celle coinvolte.
La scena si sposta a Monaco di Baviera in Germania: un criminale nazista, Rudolph Geyer, anziano prigioniero nel carcere di Monaco, dichiara ad una delle guardie di avere importanti informazioni riguardo al blackout ed in particolare sul significato della sua durata ed è disposto a rivelarle direttamente all'agente Benford, nome conosciuto nel suo flashforward. Mark nella bacheca mentale del suo flash ha una foto del vecchio e la scritta “137 Sekunden”. Mark e Janis volano così a Monaco, grazie all'accordo fra il Governo statunitense e quello tedesco. Incontrano l'anziano nazista, accompagnato dal suo avvocato, che promette di dar loro informazioni utili all'indagine solo in cambio della sua liberazione e ritorno negli USA dove aveva vissuto qualche anno prima di essere arrestato ed estradato in Germania. Per convincerli della bontà delle sue rivelazioni si accorda per farne una subito, confutabile e il resto dietro firma della scarcerazione. Per loro, una metà delle informazioni di Geyer sono deliri basati sulla trascrizione in ebraico della parola "cabala" e sulla somma delle lettere che la compongono, convertite in numeri, che dà appunto 137. Riescono invece a verificare che in effetti anche la guardia di frontiera dell'aeroporto USA incontrata da Geyer nel suo flash ha “sognato” lui durante il black out e che si ricorda bene che il vecchio ha parlato di un'ecatombe. Le riflessioni sull'opportunità di lasciare libero un pericoloso criminale nazista si scontrano con la necessità di pensare al bene dell'intera popolazione del pianeta ed alla fine Mark riesce ad ottenere il permesso di acconsentire allo scambio. La seconda parte della rivelazione sembra agli agenti uno scherzo. Geyer al risveglio dal black out si è affacciato alla finestra del carcere di Monaco e ha visto un'ecatombe di corvi. Si giustifica dicendo che: "se nella mia visione stavo tornando negli Stati Uniti, allora quanto so ha veramente importanza".
La scena passa su Demetri Noh e la sua fidanzata Zoey che riesce finalmente a salire su un aereo e ripartire per Los Angeles. Era via per lavoro durante il black out. Insieme sull'aereo con lei viaggia solamente un dirigente della compagnia aerea, che, come tutti i colleghi sta dando il buon esempio per dimostrare la sicurezza dei voli dopo i disastri. Giunta in aeroporto trova ad attenderla il fidanzato con un mazzo di fiori. Lei vuole raccontargli il suo flash ma lui evita l'argomento e la porta in un hotel. Dopo aver recuperato il tempo perduto e la paura di non rivedersi mai più lei gli rivela che nel suo flash ha visto il loro matrimonio alle Hawaii sulla spiaggia a piedi nudi nel suo vestito bianco ed assicura di aver visto anche lui. Demetri, spiazzato da questa rivelazione, mente dicendo di aver visto anche lui la stessa cosa e chiedendole se non sia il caso di cambiare data. Lei gli risponde che il destino ha scelto per loro. Non viene spiegato il perché di questa incongruenza ma nella visione di lei non fanno realmente vedere lui, quindi rimane tutto in sospeso. Incongruenza rispetto alla realtà che riscontriamo anche nel flash forward di Aaron, in cui l'uomo si è visto tenere per mano la figlia che credeva morta in Afghanistan. Roso dal dubbio, l'uomo agisce dietro le spalle della ex moglie e fa riesumare il corpo della figlia per un esame del DNA che conferma l'identità. L'ex moglie rivela che nel suo flash si trovava nel bar dove lavora intenta in una solita giornata.
Nel frattempo la moglie di Stanford, Felicia, parlando con Olivia in pausa pranzo, le rivela che nel suo flash, nel letto di suo figlio, che è al college quindi plausibile che non fosse con lei in casa, c'era un bambino che la chiamava mamma. Rivedrà questo bambino nel finale della puntata, durante la commemorazione degli agenti uccisi durante il black out, è in prima fila e si intuisce che potrebbe essere un orfano di qualcuno di questi agenti. Mark durante il funerale chiede a Janis di accompagnarlo in ufficio. Gli viene in mente un possibile collegamento per la storia dei corvi rivelata dal nazista. Forse non era così campata in aria. I grafici della popolazione mondiale dei corvi mostrano in effetti una moria elevata ed estesa il giorno del black out, che proverebbe quanto ha visto Geyer. Analizzando l'andamento demografico di questi animali scoprono che successe anche nel 1991 in Somalia, a livello più locale ed associata sempre ad un sonno collettivo. Nella foga di scoprire quanto successo il 6 ottobre ed evitare che si ripeta è stata tralasciata l'indagine sul passato. La scena si sposta su un flashback. Nel 1991 in Somalia un piccolo pastore vede improvvisamente uno stormo di corvi crollare nello stesso momento di fianco ad un villaggio. All'orizzonte si staglia una strana torre, molto alta, che emana un vapore molto esteso.
- Altri interpreti: Lennon Wynn (Charlie), Ryan Wynott (Dylan Simcoe), Lee Thompson Young (Agente Gough), Barry Shabaka Henley (Agente Vreede), Keir O'Donnell (Ned), Sean O'Bryan (Padre Seabury), Elizabeth Pe–a (Sally), Rachel Roberts (Alda Hertzog), Justin Dray (Meade), Rizwan Manji (Maneesh Sandhar), Adam Tsekhman (Vlad), Arjay Smith (Louis).
- Ascolti Italia: telespettatori 248 966[5]

## Cigno nero
- Titolo originale: Black Swan
- Diretto da: Michael Rymer
- Scritto da: Lisa Zwerling e Scott Gimple

### Trama
Il Cigno nero è una metafora, usata nel XVII secolo per indicare un evento rarissimo ed inaspettato. All'epoca si riteneva che tutti i cigni fossero bianchi. Ce lo svela la terrorista Alda Herzog durante un colloquio con Mark.
L'episodio si apre in un parco pubblico, durante il black out. Un autobus finisce dentro il laghetto e mentre l'acqua invade l'abitacolo, un ragazzo bianco sorprendentemente tranquillo aiuta gli occupanti a salvarsi.
Nel frattempo, Dimitrie e Zoe hanno deciso di anticipare il matrimonio.
Nicole e Aron, lo sponsor di Mark, si conoscono. Nicole era un'amica della figlia scomparsa. È lui che le ha trovato un'occupazione presso la famiglia di Mark.
Olivia cerca inutilmente di evitare Loyd Simcoe, facendo spostare il figlio in un altro reparto.
Il ragazzo dell'autobus si fa ricoverare in ospedale, accusando dolori all'addome. Racconta ai dottori di non essere affatto preoccupato perché nella sua visione era vivo, felice e di colore. Olivia lo considera un esaltato ma Bryce cerca di convincerla che la visione del paziente può avere un senso.
Gli esami mostrano che il giovane ha un ematoma intorno al fegato, va operato subito.
Intanto Bryce scopre il senso della sua visione: il paziente potrebbe avere la malattia di Addison, una malattia che scurisce la pelle. Olivia però non crede a questa spiegazione e procede con l'operazione. Tuttavia, quando l'intervento comincia ad andare male, la dottoressa segue il consiglio di Bryce e somministra al ragazzo idrocortisone. Il paziente si salva. Bryce aveva ragione.
Mark intende seguire la pista sulla moria dei corvi in Somalia, tuttavia il capo decide di spedirlo insieme a Dimitrie ad Indio, presso il Customer Choice Restaurant Group, nominato dalla Herzog durante un interrogatorio. Ma il viaggio si rivelerà inutile.
Loyd Simcoe rivela a Bryce la sua visione, così si capisce che lui non ha visto in faccia la donna e non ha idea che sia Olivia.
Nicole, la babysitter, racconta a Mark la sua visione: un uomo cercava di affogarla e lei sentiva di meritarlo, quindi si sente in colpa.
Alla fine della puntata Loyd riceve una chiamata da “Simon” che ci rivela di essere lui il responsabile del black out insieme a Loyd.
- Ascolti Italia: telespettatori 239 749[6]

## Quale verità?
- Titolo originale: Gimme Some Truth
- Diretto da: Bobby Roth
- Scritto da: Barbara Nance, Dawn Prestwich e Nicole Yorkin

### Trama
Parte della squadra dell'FBI di Los Angeles guidata da Wedeck, parte per la città di Washington. Qui, un comitato governativo dovrà valutare se finanziare o meno il progetto "Mosaico" di Mark. Quest'ultimo dovrà promuovere il progetto proprio ricostruendo quello che ha visto nel suo salto in avanti. Tuttavia il racconto di Mark appare lacunoso e non convince i senatori membri del comitato. Di conseguenza il finanziamento è a rischio. In seguito, grazie ad un ricatto di Wedeck al presidente degli Stati Uniti, Dave Segovia, "Mosaico" avrà finalmente i finanziamenti necessari per mandare avanti le indagini sul blackout.
Olivia riceve un messaggio sul suo cellulare in cui le viene rivelato che suo marito beveva durante il flashforward.
La squadra partita per Washington festeggia l'ottenimento dei finanziamenti in un bar. Mark rivela ai suoi compagni di non ricordare i particolari della sua visione, perché stava bevendo.
Il team, lasciato il bar, si dirige al parcheggio sotterraneo, dove viene assalito da un commando di terroristi.
Nello stesso momento, a Los Angeles, Janis sta rincasando. Giunta in un vicolo più isolato, due uomini le si avvicinano e le sparano. Prima di cadere a terra ferita, lei riesce a colpire uno dei malviventi.
- Altri interpreti: Lee Thompson Young (Agente Gough), Barry Shabaka Henley (Agente Vreede), Peter Coyote (Presidente degli Stati Uniti Dave Segovia), Navi Rawat (Maya), Amy Rosoff (Marcie), Michelle Tuzee (broadcaster), Barbara Williams (Senatore Joyce Clemente), Glynn Turman (Senatore Noland), Frank John Hughes (press secretary), Emerson Brooks (Connelly), Micole Mercurio (Maureen), Michael O'Neill (direttore Keller), Mel Rodriguez (Oscar Obregon), Michael J. Silver (Randy), Scott Kelly Galbreath (Jim), Michael Cavanaugh (Warren Moore), Talia Balsam (Anita Ralston)
- Ascolti Italia: telespettatori 216 254[7]

## Questa casa è anche mia
- Titolo originale: Scary Monsters and Super Creeps
- Diretto da: Bobby Roth
- Scritto da: Seth Hoffman e Quinton Peeples

### Trama
Dopo esser stata coinvolta in una sparatoria, Janis viene portata d'urgenza in ospedale: sarà Olivia e il suo team a prendersene cura. Nel frattempo Mark, Demetri e Wedeck, ritornati da Washington, cominciano a ipotizzare quale sia la connessione tra i due attacchi subiti dagli agenti dell'FBI. Nel frattempo però Demetri, insieme al collega Gough, sono indirizzati su una nuova pista, collegata ad uno degli elementi del Mosaico di Mark, che sembra coinvolgere una serie di omicidi. Durante la notte, proprio quella di Halloween, Dylan, il figlio di Lloyd, scappa dal suo letto ospedaliero. Il bambino ha infatti preso l'autobus da solo per arrivare fino a casa di Mark e Olivia, posto che sembra conoscere perfettamente, ma in cui egli non era mai stato prima. Alla fine della puntata Llyod finalmente capisce lo strano distacco di Olivia da lui e Mark vede per la prima volta in faccia l'uomo con cui sua moglie lo tradirà nel salto in avanti. Ma le sorprese sembrano non finire durante la notte delle streghe: a sorpresa infatti ricompare inaspettatamente Simon.
- Altri interpreti: Lennon Wynn (Charlie Benford), Ryan Wynott (Dylan Simcoe), Lee Thompson Young (Agente Gough), Amy Rosoff (Marcie Turoff), Cynthia Addai-Robinson (Debbie), Jonathan Levit (Dewey), James DiStefano (Ernesto), Ashley Jones (Camille), Vinicius Machado (membro della gang), William F. Nicol (figura mascherata), Stacy Hall (guardia di sicurezza)
- Ascolti Italia: telespettatori 184 106[8]

## Il dono
- Titolo originale: The Gift
- Diretto da: Nick Gomez
- Scritto da: Lisa Zwerling e Ian Goldberg

### Trama
Fiona Banks, un agente britannico dell'MI6, atterra a Los Angeles per collaborare con Mark, Demetri e Cough all'indagine Mosaico. Anche se Cough e Banks si sono visti insieme nel loro salto in avanti, questa è la prima volta che si conoscono e si vedono. Questo incontro farà ricostruire a Cough il suo flashforward: nella seconda parte della visione era al telefono con l'avvocato che gli comunicava la morte di una donna, Celia, causata da lui. Intanto l'FBI scopre un sito, creato dal Blue Hand Club, nel quale gli adepti segnalano i prossimi raduni.Mark, Demetri e Cough partecipano ad un incontro: durante la serata impediscono il suicidio di un uomo. Il club della Mano Blu radunava tutti coloro che, non avendo avuto una visione, decidevano di togliersi la vita deliberatamente, per non aspettare l'inevitabile.
Bryce incontra in ospedale Nicole. Lei è vissuta in Giappone e può aiutarlo a decifrare la sua visione. Aaron, lo sponsor di Mark, incontra un ex soldato che ha assistito alla morte della figlia. Questi lo convince a considerare falso il flasforward in cui l'aveva vista viva.
Cough è sempre più turbato dalle ultime vicende: il Club dei suicidi, la preoccupazione di Demetri per la sua imminente morte, i nuovi ricordi sulla sua visione. E così decide di cambiare le cose: si suicida buttandosi dal tetto del Bureau. Donando la sua vita, è convinto di stravolgere il corso degli eventi e di provare a Demetri che il futuro si può cambiare.
Alla fine dell'episodio, Aaron torna a casa e trova la figlia ad aspettarlo.
- Altri interpreti: Gabrielle Union (Zoey), Genevieve Cortese (Tracy Stark), Lennon Wynn (Charlie), Ryan Wynott (Dylan), Lee Thompson Young (Agente Al Gough), Alex Kingston (Fiona Banks), Cynthia Addai-Robinson (Debbie), Myron Natwick (Romanchak), Kiyoko Yamaguchi (Suki), Gigi deLeon (Nadine), Mark Famiglietti (Mike Willingham), Jonathan Levit (Dewey), Callum Keith Rennie (Raynaud), Gary Johnson (James), Clint Culp (Jack Barrow)

## Partita a carte col destino
- Titolo originale: Playing Cards with Coyote
- Diretto da: Nick Gomez
- Scritto da: Marc Guggenheim e Barbara Nance

### Trama
Mark compie un passo importante nella ricerca del suo flashforward. L'agente dell'FBI però è costretto a rinviare la fuga romantica con sua moglie Olivia poiché deve trovare un importante indizio che lo porterà a scoprire chi è l'assassino tatuato della sua visione. Simon e Lloyd hanno deciso di risolvere le loro incongruenze facendo una partita a poker. Se vincerà Lloyd, Simon dovrà rivelare all'intera umanità che probabilmente è stato lui a causare il blackout mondiale, in caso contrario Lloyd lo lascerà in pace una volta per tutte. Il perdente accetterà però le conseguenze? Intanto Janis, tornata al lavoro dopo la sparatoria, è davvero confusa per quello che riguarda il suo futuro. Dopo il suicidio del suo collega Cough, l'analista dell'FBI è davvero dubbiosa se le visioni verranno davvero realizzate in futuro o, al contrario, bisognerà lottare per impedire che queste avvengano. Aaron scoprirà finalmente la verità sul caso di sua figlia Tracy, data per morta durante un bombardamento.
- Altri interpreti: Genevieve Cortese (Tracy Stark), Ryan Wynott (Dylan), Mark Famiglietti (Mike Willingham), Julio Oscar Mechoso (Det. Rick Malchiodi), Elizabeth Rodriguez (Ingrid Alvarez), Creagen Dow (Billy), Cory Blevins (Neil Parofsky), Dominic Rains (Kahmir), Erica Ringor (Harriet).

## Credi
- Titolo originale: Believe
- Diretto da: Michael Nankin
- Scritto da: Nicole Yorkin e Dawn Prestwich

### Trama
Nuovi importanti sviluppi nei salti in avanti, soprattutto riguardo a quello di Bryce. Il giovane assistente di Olivia, seguendo il consiglio di Nicole, decide di partire per il Giappone alla ricerca della giovane orientale che gli è apparsa nella sua visione. Tuttavia, l'aspirante medico nasconde un segreto che confida a Olivia: Bryce è infatti affetto dal cancro, ed è proprio per questo motivo che pochi secondi prima del blackout stava tentando il suicidio. Intanto Mark, dopo aver scoperto l'anonimo messaggio sul cellulare di Olivia, comincia a indagare su chi potrebbe essere il responsabile. Continuano anche le indagini sulla misteriosa telefonata a Demetri in cui veniva annunciata la sua futura morte. Questa potrebbe finalmente rivelare chi sia stato a chiamarlo e soprattutto perché. Ancora incredulo di aver ritrovato sua figlia Tracy, Aaron comincia a preoccuparsi degli strani atteggiamenti di questi.
- Altri interpreti: Yûko Takeuchi (Keiko Arahida), Genevieve Cortese (Tracy Stark), Barry Shabaka Henley (Agente Vreede), Gina Hecht (dott. Fleming), Hira Ambrosino (Yuuka Arahida), Jessica Tuck (Agente Levy), Bob Morrise (Dottore), Patti Yasutake (Mia Kondo), Rizwan Manji (Maneesh Sandhar)
- Ascolti Italia: telespettatori 221 029[9]

## A561984
- Titolo originale: A561984
- Diretto da: Michael Nankin
- Scritto da: David S. Goyer e Scott M. Gimple

### Trama
Nonostante Wedeck non abbia dato loro il permesso, Mark e Demetri decidono di partire per Hong Kong, al fine di individuare la donna che ha effettuato la chiamata anonima riguardo al drammatico futuro dell'agente Noh. I due giungeranno finalmente al ristorante in cui si trova la misteriosa donna, ma l'incontro non andrà a buon fine: la donna ha infatti rivelato che a sparare ripetutamente il grilletto verso l'agente Noh sarà proprio Mark con la sua pistola dal seriale A561984. Preso dalla rabbia, Mark decide di prendere in ostaggio la donna, anche se il suo piano fallirà poco tempo dopo con gravi conseguenze. Nel frattempo a Los Angeles, Lloyd confessa davanti ai microfoni di tutto il mondo che a causare il blackout sia stato proprio lui insieme al suo collega Simon. Questo causerà a Lloyd e Simon il rapimento da parte di loschi individui. Intanto, Zoey, la ragazza di Demetri, scopre il vero significato del suo flashforward durante una cerimonia funebre in chiesa: la giovane infatti non era al suo matrimonio con l'agente Noh nel salto in avanti, bensì al suo funerale. Così decide di condividere il fatto con la madre di Demetri, protagonista anche lei nella sua visione.
- Altri interpreti: Shohreh Aghdashloo (Nhadra Udaya), Michael Massee (D. Gibbons), Michael Ealy (Marshall Vogel), Gabrielle Union (Zoey Andata), Ryan Wynott (Dylan Simcoe), John Prosky (sig. Dunkirk), Anthony Azizi (Samad), James Frain (Gordon Myhill), Ivar Brogger (Paul Becker), Elizabeth Sung (Saayo Noh), Marc Menchaca (Wheeler), Mel Rodriguez (Oscar Obregon), Karl Herlinger (Quarry)
- Ascolti Italia: telespettatori 197 248[10]

## Rivelazione zero (1)
- Titolo originale: Revelation Zero: Part 1
- Diretto da: John Polson
- Scritto da: Seth Hoffman e Marc Guggenheim

### Trama
Mark è costretto a visitare un terapista, dopo esser stato sospeso dall'FBI, mentre Demetri aggiunge un nuovo partner nella sua ricerca di Lloyd. Ad oggi, Lloyd Simcoe è ritenuto la causa del fading globale, l'effetto di un esperimento condotto di plasma di protoni in un campo d'onda per trovare la materia oscura Tachyon. Gli uomini che prendono in ostaggio Lloyd e Simon decidono di ricattare i due: se non daranno delle importanti informazioni sul loro esperimento, taglieranno il mignolo al compagno di Lloyd. Nel frattempo Nicole vuole cercare di trovare spiegazioni al suo inquietante flashforward, nel quale si vedeva essere affogata da un misterioso uomo.
- Ascolti Italia: telespettatori 136 899[11]

## Rivelazione zero (2)
- Titolo originale: Revelation Zero: Part 2
- Diretto da: Constantine Makris e John Polson
- Scritto da: Quinton Peeples

### Trama
Dopo essere stati salvati da Mark, Lloyd decide di aiutarlo nell'indagine Mosaico, rivelandogli per intero quello che ha visto nel suo flashforward. Intanto Janis parte con Simon per il Canada, a Toronto, e qui scopre degli inquietanti segreti sulla famiglia del giovane. A quanto pare infatti l'uomo che poche ore prima minacciava Lloyd e Simon non era altro che lo zio di quest'ultimo: lo stesso che tiene in ostaggio sua nipote, ovvero la sorella di Simon.
- Ascolti Italia: telespettatori 164 016[11]

## Rappresaglia
- Titolo originale: Blowback
- Diretto da: Constantine Makris
- Scritto da: Lisa Zwerling e Barbara Nance

### Trama
Mark decide di interrogare Lloyd affinché questo gli riveli il suo flashforward a pieno, portandolo a casa dell'agente per ricostruire la scena del salto in avanti. Sembra che nel momento in cui egli si alzava dal letto abbia visto una formula di fisica scritta con un rossetto di Olivia sullo specchio della camera da letto. Oltre a ciò Lloyd finalmente confessa di conoscere quel misterioso D. Gibbons, da tempo protagonista del mosaico di Mark. L'uomo in realtà si chiama Dyson Frost e dice di averlo incontrato una volta durante una conferenza. In seguito ad altre ricerche, Mark scopre che in passato Frost aveva operato su animali e decide di avviare una spedizione per la Somalia. Nel frattempo Zoey, la fidanzata di Demetri, decide di entrare anch'essa nell'indagine mosaico, affinché scopra qualcosa riguardo all'uccisione del suo futuro marito, scontrandosi però proprio con quest'ultimo che è infastidito dal comportamento ossessivo della ragazza, anche se comprende che lo sta facendo solo perché lo ama e l'idea di perderlo la spaventa. Neanche il tempo di aver ritrovato finalmente sua figlia che Tracy viene rapita da uomini mascherati e rinchiusa in una scatola; Aaron si mette subito alla ricerca della sua amata figlia anche se questo gli costerà probabilmente la vita. Per metter fine alle continue ossessioni di Zoey, Demetri decide di rivelarle che ha intenzione di far distruggere la pistola di Mark (quella che lo ucciderà) sollevando il morale della sua futura moglie. Ma è troppo tardi: la pistola è misteriosamente scomparsa.
- Guest star: Timbaland

## I migliori angeli
- Titolo originale: Better Angels
- Diretto da: Constantine Makris
- Scritto da: Scott M. Gimple e Ian Goldberg

### Trama
L'indagine Mosaico porta i protagonisti in Somalia per indagare sulla misteriosa torre che nel 1991 aveva causato un altro blackout. La squadra però viene bloccata da un militante locale che decide di tenerli in ostaggio e racconta nel frattempo la sua storia. Era proprio lui il giovane pastore della puntata 137 Sekunden che vedeva morire davanti a sé centinaia di corvi e l'intera popolazione del suo villaggio. Nel suo flashforward parla di aver visto lui protagonista di un discorso di pace e cooperazione e insieme a Janis decifrano le parole proprio di quel discorso che si ritroverà a tenere di fronte migliaia di spettatori. L'indagine li conduce finalmente all'interno della torre, dove vi sono delle interviste registrate agli abitanti del villaggio e un messaggio personale per Demetri da parte del misterioso D. Gibbons. Nel frattempo, Olivia cerca di convincere Mark a trasferirsi a Denver affinché non si avveri il loro salto in avanti, soprattutto dopo che sua figlia Charlie è finalmente riuscita a rivelare cosa ha visto nel suo salto in avanti. L'idea di annunciarlo l'angosciava così tanto perché nel flashforward la piccola Charlie vedeva due uomini che dicevano che suo padre era morto.

## Sacrificio di donna
- Titolo originale: Queen Sacrifice
- Diretto da: Bobby Roth
- Scritto da: Byron Balasco e Timothy J. Lea

### Trama
Mark decide di andarsene da casa per proteggere Olivia e Charlie e affida loro, in un primo momento a loro insaputa, una guardia del corpo che le tenga costantemente sorvegliate. Intanto Vogel e Mark decidono di scoprire chi è la misteriosa talpa che da mesi si nasconde negli uffici dell'FBI: come prima mossa scoprono una microspia nella tastiera della lettera M del computer di Mark e successivamente, grazie all'aiuto di Janis, trovano il nome della talpa: l'agente Mercie. Intanto Keiko, la misteriosa ragazza giapponese protagonista della visione di Bryce, trova lavoro a Los Angeles come meccanica, in attesa dell'incontro col giovane dottore. Dopo aver trovato la talpa, arriva una sconvolgente rivelazione: a quanto pare la talpa mandata da Frost non è una sola, anche Janis, l'innocente volto dell'FBI, è a insaputa degli altri, la seconda talpa pronta a sabotare i piani del Mosaico di Mark.

## Finché morte non ci separi
- Titolo originale: Let No Man Put Asunder
- Diretto da: Bobby Roth
- Scritto da: Seth Hoffman e Quinton Peeples

### Trama
Demetri decide di anticipare le nozze con la sua compagna Zoey poiché la data della sua uccisione si avvicina sempre di più. Mentre Mark è sempre impegnato con le indagini del blackout, il rapporto tra Olivia e Lloyd aumenta sempre più dopo che questa si fa influenzare dal suo salto in avanti. La sera prima del matrimonio, Janis rivela a Demetri che aspetta un bambino da lui, dopo il rapporto sessuale che i due avevano avuto nella missione in Somalia. Mentre è nel suo appartamento a prepararsi per il grande evento, Demetri viene violentemente colpito da Dyson Frost il quale lo fa svenire e in seguito lo rapisce. In seguito lo nasconde nei sedili posteriori della sua macchina per poi scendere nello stesso parco giochi dove si trova Charlie, la bambina di Olivia e Mark, e dare a questi un messaggio per suo padre.
- Ascolti Italia: telespettatori 134 465[12]

## Il giardino dei sentieri che si biforcano
- Titolo originale: The Garden of Forking Paths
- Diretto da: Nick Gomez
- Scritto da: Nicole Yorkin e Dawn Prestwich

### Trama
La squadra dell'FBI si mette alla ricerca di Demetri, rapito da Dyson Frost (che tenta di evitare il proprio assassinio, più volte previsto nei suoi flashforward). Nel frattempo Olivia scopre chi è stato a mandarle quel misterioso messaggio che svelava in parte il flashforward di Mark, trattasi del barbone ucciso da Frost qualche giorno prima. Per salvare la vita di Demetri, Mark parte per una missione segreta guidata nientedimeno che da Frost, il quale tiene in ostaggio Demetri con una pistola a sensori pronta a sparare a un'ora prestabilita. Mentre Mark e Frost parlano, quest'ultimo viene però ucciso da Alda, la quale pronuncia la frase «Non oggi Mark». Grazie a Zoey e alle informazioni date in precedenza da Frost, Mark riesce a trovare Demetri, ma il tempo sta per scadere e la pistola di Mark è pronta a sfrecciare il suo proiettile sul cuore di Demetri. Sempre grazie alle informazioni di Frost, Mark riesce ad evitare la morte di Demetri. Mark ricorda ai compagni ciò che vi era scritto in alto alla lavagna dove Frost aveva disegnato i possibili futuri che si sarebbero avvicendati: "12 dicembre 2016 - La fine".

## Goodbye Yellow Brick Road
- Titolo originale: Goodbye Yellow Brick Road
- Diretto da: Nick Gomez
- Scritto da: Nicole Yorkin e Dawn Prestwich

### Trama
Nell'episodio viene svelato come Janis fosse stata incaricata due anni prima del blackout come talpa nell'ufficio dell'FBI e di come sia difficile il suo misterioso lavoro; essa viene infatti prima contattata anche dalla CIA, affinché faccia il doppio gioco e funga da talpa per conto dei servizi segreti all'interno della misteriosa organizzazione di cui Frost fa parte. Nel frattempo Olivia si ritrova ancora una volta faccia a faccia con Gabriel, lo strano uomo che aveva incontrato precedentemente ad un cafè, il quale si scopre essere nient'altro che uno dei pazienti che Frost sottoponeva a una terapia insieme ad altre "cavie" in un ospedale psichiatrico dal nome Raven River. I pazienti infatti venivano forzati da Frost a scrivere i loro salti in avanti ai quali egli sottoponeva attraverso un'iniezione. Recatosi all'ospedale, Gabriel rivela che nei suoi salti in avanti egli vedeva Olivia sposata con Lloyd e non con Mark, ed è per questo motivo che Gabriel la sta continuamente pedinando: se le cose non andranno come le sue visioni, non potranno risolvere il puzzle. Intanto Mark, riflettendo sulle ultime parole di Frost in fin di vita (Verrai salvato dalla donna che vedi tutti i giorni), riesce a trovare il misterioso anello usato dal Sospettato Zero che permise a questi di non cadere nell'effetto del flashforward. Dopo aver fallito come nell'ultima missione, viene ordinato a Janis di rubare l'anello trovato da Mark e di ucciderlo una volta per tutte.

## Correzione di rotta
- Titolo originale: Course Correction
- Diretto da: Leslie Libman
- Scritto da: Robert J. Sawyer

### Trama
Demetri e l'agente Banks sono sulle tracce di un assassino che perseguita le persone sopravvissute al tragico destino visto nei loro flashforward. Una volta trovato, Demetri cerca di ucciderlo prima che a sua volta l'assassino tenti di uccidere una donna che sarebbe dovuta morire in pochi giorni, ma Fiona accidentalmente la investe. Tornati in ufficio, Fiona riceve la chiamata dal dottore dell'ospedale dicendole che le condizioni della donna non sono delle migliori e si rende conto ben presto che la conversazione che stava facendo non era altro quella che avrebbe dovuto tenere Gough nel suo salto in avanti. Fiona si autoconvince che quindi il 29 aprile il dottore la ricontatterà annunciandole la morta di Celia. Nel frattempo Mark decide di aiutare Simon a ritrovare sua sorella, Annabelle, e riesce anche a scoprire il motivo per il quale l'hanno catturata. Intanto Lloyd si sente in colpa dopo che, partecipando ad un notiziario televisivo, ha assicurato in diretta che il flashforward non aveva causato nessun danno a livello cerebrale, pur non avendone l'assoluta certezza: per questo Olivia decide di aiutarlo con le sue competenze mediche. Nicole scopre che Keiko, la ragazza vista nel flashforward di Bryce, si trova in prigione, e decide di dirlo a quest'ultimo. Ma proprio nel momento in cui sta per rivelargli dove si trova la misteriosa ragazza, Bryce comunica a Nicole che è guarito del tutto dal cancro e che egli si è innamorato di lei. Recuperata finalmente Annabelle, Mark chiede informazioni alla ragazza riguardo ai suoi rapitori: la ragazza risponde che suo fratello avrebbe dovuto causare un nuovo blackout globale.

## Il negoziato
- Titolo originale: The Negotiation
- Diretto da: Leslie Libman
- Scritto da: Byron Balasco, Quinton Peeples e Deborah J. Ezer

### Trama
Il giorno prima del blackout, Mark deve mettere in sicuro la vita di Gabriel. A Janis viene ordinato di uccidere Mark, ma non riesce ad affrontare un compito del genere. Intanto la fidanzata di Demetri decide di prenotare un volo per le Hawaii affinché i due passino finalmente del tempo da soli, ma Demetri non sa se andare o no. La vita di Aaron è in pericolo più che mai, ma sembra finalmente aver scoperto il luogo dove si trova nascosta sua figlia. Nonostante Stan intimi ad Aaron di non andare a riprendere sua figlia, questi disobbidisce e riesce nel suo intento. Durante una conversazione Mark chiede a Gabriel se in futuro Olivia e Lloyd staranno bene insieme e staranno al sicuro, e Gabriel afferma di sì. Grazie ad una delicata operazione, Mark e la squadra dell'FBI riescono a catturare Hellinger, il quale viene arrestato e portato nell'ufficio. È proprio nei parcheggi sotterranei di quest'ultimo che Mark rivela a Janis di aver scoperto che anche lei è una delle talpe mandate dalla CIA per sabotare il mosaico dell'agente Benford. Tornata a casa, Janis riceve la visita a sorpresa di Simon che chiede di aiutarlo.

## Conto alla rovescia
- Titolo originale: Countdown
- Diretto da: John Polson
- Scritto da: Lisa Zwerling e Seth Hoffman

### Trama
È finalmente arrivato il giorno dei flashforward, e il mondo è in attesa di scoprire se le loro visioni diverranno o meno realtà. Mark continua a interrogare Hellinger, nel tentativo di scoprire quando si terrà il prossimo blackout. Hellinger non risponde alle domande di Mark e lo provoca dicendogli che sua figlia Charlie non piangerà la scomparsa di suo padre. Questo scatena la furia di Mark che inizia a prendersela con Hellinger finché non viene trascinato fuori dall'edificio. Demetri intanto si ritrova coinvolto nel piano di Simon di entrare all'NLAP per tentare di fermare il flashforward che incombe. Lloyd riesce a risolvere la complessa equazione che aveva visto nella sua visione, con l'aiuto di suo figlio. L'uomo decide allora di telefonare ad Olivia per darle la notizia e per chiederle quando tornerà a casa, in modo tale che il salto in avanti si avveri, ma Olivia dice che non tornerà a casa con sua figlia Charlie. Tracy combatte per la sua vita sostenuta da suo padre Aaron che nel frattempo scopre il motivo per cui sua figlia era tenuta prigioniera di Jericho. Intanto assistiamo a una serie di eventi che sembrano non far avverare i salti in avanti: dopo aver detto la verità a Bryce, Nicole gli fornisce l'indirizzo del penitenziario in cui si trova Keiko, ma è troppo tardi, la madre ha già pagato la cauzione ed è uscita; Mark accetta da uno sconosciuto una bottiglia di alcool, al quale Mark non riesce a resistere, provocando poi una rissa e finendo in prigione.

## Ipotesi di futuro
- Titolo originale: Future Shock
- Diretto da: John Polson
- Scritto da: Scott M. Gimple e Timothy J. Lea

### Trama
Mentre tutto il mondo aspetta l'ora esatta in cui le loro visioni si avvereranno, Mark scopre quando avverrà il prossimo blackout: alle 22:14 del 29 aprile 2010, quindi nell'arco di pochissimi minuti. Nel frattempo Demetri, Janis e Simon si trovano di fronte ai cancelli dell'NLAP e decidono di escogitare un piano per distrarre il guardiano appostato proprio lì di fronte. Così Janis finge di sentirsi male a causa della gravidanza, permettendo a Demetri e Simon di entrare. Nel frattempo la madre di Keiko, vedendo sua figlia triste e abbattuta, decide di creare confusione all'aeroporto affinché sua figlia incontri il misterioso uomo della sua visione; contemporaneamente Bryce scopre all'ufficio immigrazione che il recapito di Keiko è presso un sushi bar, e nell'andarci incontra Nicole, che dopo avergli chiesto scusa scappa e in un incidente finisce in un laghetto con l'auto, dove la persona che pensava volesse annegarla riesce a salvarla. Lloyd, dopo aver trovato Olivia e Charlie in spiaggia, chiede alla donna di aiutarlo a far avverare la sua visione rientrando così a casa: qui è Dylan a scrivere la formula, assimilata riordinando le carte del padre, sullo specchio.
Mark cerca di salvarsi, buttandosi in un elicottero in volo vicino ad una finestra dell'edificio dell'FBI, ma mentre è sul punto di saltare il black out colpisce il mondo: l'edificio esplode, e non è chiaro se Mark riesca a fuggire.
Partono quindi delle sequenze casuali di flashforward, da cui sembra che la visione risalga stavolta al 2015. In una di queste Charlie, ormai adolescente, si gira sorridente e dice: "L'hanno trovato!". Mentre il resto del mondo è svenuto Lita, la donna che aveva assoldato Janice, con un anello al dito trasporta il suo corpo inerte su una sedia a rotelle fuori dall'ospedale.